# Meditaciones metafísicas
Las Meditaciones metafísicas, cuyo título completo es Meditaciones metafísicas en las que se demuestran la existencia de Dios y la inmortalidad del alma, es una obra escrita por René Descartes y publicada por primera vez en 1641, en latín, con el título Meditationes de prima philosophia, in qua Dei existentia et animæ immortalitas demonstrantur (una versión francesa, preparada por Louis Charles d'Albert de Luynes bajo la supervisión de Descartes, aparecerá en 1647 con el título de Méditations metaphysiques). En ella se elabora el sistema filosófico que había introducido en 1637, en la 4.ª parte del Discurso del método.

## Primera meditación
En la primera meditación, Descartes señala que debemos evitar acostumbrarnos a las ideas falsas, para lo cual debe de destruírselas atacándolas de raíz, en sus fundamentos y cueste lo que cueste. En ese propósito, Descartes no considera adecuado fiarse de los sentidos, los mismos son engañosos e importunan el objetivo de conocer la verdad. La cosa se complica si se trata de distinguir el sueño de la vigilia. Resulta que a veces en sueños pensamos que todo es fiable, pero al despertar caemos en la cuenta de que nada era verdadero.

## Segunda meditación
De la naturaleza del espíritu humano;de conocer que el cuerpo.
La segunda meditación contiene el argumento de Descartes sobre la certeza de la propia existencia, incluso ante la duda de todo lo demás:
Me he convencido de que no hay nada en el mundo, ni cielo, ni tierra, ni mente, ni cuerpo. ¿Implica ello que yo tampoco exista? No: si hay algo de lo que esté realmente convencido es de mi propia existencia. Pero hay un engañador de poder y astucia supremos que me está confundiendo deliberada y constantemente. En ese caso, y aunque el engañador me confunda, sin duda, yo también debo existir... la proposición «yo soy», «yo existo», es necesariamente cierta para que yo la exprese o algo confunda mi mente.
En otras palabras, la conciencia implica la existencia. En una de las réplicas a las objeciones del libro, Descartes resumió este pasaje en su ahora famosa sentencia: «Pienso, luego existo» (en latín: Cogito ergo sum). Sería absurdo pensar que cuando vemos y sentimos en realidad no sabemos ni sentimos que estamos viendo y sintiendo: puedo pensar y dudar de si el mundo existe o no, pero está claro que cuando pienso eso mi pensamiento efectivamente existe. Por tanto, «pienso (dudo), luego existo».

## Tercera meditación
De Dios; que existe.
En la tercera meditación, Descartes da argumentos para la demostración de la existencia de Dios. Parte desde un punto de vista epistemológico, pues se pregunta si es que todas sus ideas las ha creado él. Luego introduce el concepto de solipsismo, del cual concluye que una idea es algo que está en el pensamiento de cada persona. Descartes menciona que las ideas necesitan una causa formal y una causa real que deben tener las características necesarias para producir un determinado efecto, en este caso la idea. En otras palabras, la idea nunca va a ser mayor que la causa y en este mismo sentido, la idea no puede ser más perfecta que lo que representa. 
Como aún no sabe si existen otras personas en el mundo, presupone que casi todas las ideas han sido creadas por él, pues él tiene noción del espacio, la longitud, la profundidad, etcétera. Sin embargo existe una idea que él tiene que es imposible atribuírsela a sí mismo, es la idea de la perfección. La idea de lo infinito no pudo haber sido creada por él porque tendría que ser infinito él mismo (causa real), pero no puede ser infinito porque tendría que ser perfecto, y no es perfecto porque ha creído cosas como ciertas cuando no lo son. Entonces decide que la idea del infinito no puede ser simplemente una negación de lo finito, pues es mucho más fácil pensar en algo finito que en algo infinito.
Como conclusión final, la idea de Dios es perfecta y su origen tiene que ser más perfecto que esta. Si él no es perfecto entonces Dios existe.

## Cuarta meditación
De lo verdadero y de lo falso.
Habiendo demostrado la existencia de Dios, hemos apreciado también que nosotros somos imperfectos, una imperfección que se demuestra a la hora de realizar juicios. No podemos saber si algo es cierto o no; pero, si Dios es perfecto, el engaño y el fraude son imperfectos; lo que nos lleva a pensar que no pueden proceder de Dios. Aunque nosotros, a través de la razón, podemos distinguir entre lo verdadero y lo falso, también muchas veces hemos sido inducidos al error. Pues, siendo producto de Dios como somos, ¿Cómo es posible que seamos imperfectos? Cuando queremos distinguir entre lo verdadero y lo falso usamos el entendimiento y la voluntad. El entendimiento nos permite captar nuestro entorno pero no afirma ni niega nada; por lo tanto el error tiene que proceder de la voluntad; al ser más amplia, realiza juicios sobre cosas que no conoce, llevándonos al error.
Para no caer en el error, debemos usar la razón antes que la voluntad. Dios nos proporcionó la «herramienta» de la voluntad y nosotros le hemos dado un mal uso. Para realizar buenos juicios, debemos ver si la idea viene de Dios y es clara y distinta —pues será verdadera—, y debemos evitar ideas confusas, probablemente creadas por un genio maligno.

## Quinta meditación
De la esencia de las cosas materiales; y otra vez de la existencia de Dios.
La quinta meditación contiene otra prueba de la existencia de Dios, esta vez un argumento ontológico. El argumento parte de una definición de Dios como un ser con todas las perfecciones, y de considerar a la existencia como una perfección (lo que existe es más perfecto que lo que no existe). A partir de esto, Descartes observa que así como no se puede pensar una montaña sin una ladera, pues la ladera forma parte del concepto de montaña, del mismo modo no se puede pensar a Dios sin atribuirle la existencia, pues la existencia forma parte del concepto de Dios. Y dado que podemos pensar en Dios, se sigue que Dios existe.

## Sexta meditación
De la existencia de las cosas materiales, y de la distinción real entre el alma y el cuerpo
Una vez demostrada la esencia de las cosas materiales hay que determinarse a probar su existencia pues, probado lo primero, es posible que existan. Esto se debe a que todo lo que se concibe clara y distintamente es posible de ser producido por la potencia divina, puesto que lo único que no realiza es lo falso.
Prueba por la imaginación:
Descartes dijo que es posible producirla por una de las capacidades que tiene el pensamiento. Esta va a ser la imaginación.
1. Define la imaginación como cierta aplicación del pensamiento para conocer el cuerpo.
2. La prueba cartesiana va a explicar por oposición de facultades la prueba. Por un lado tenemos la imaginación que cuando quiere representar una figura establece una imagen que capta a través de los ojos del espíritu, me la represento como actualmente visible; por el otro, tenemos el entendimiento que me permite extraer ciertas propiedades inmutables de las figuras. Por eso cuando trato de imaginar un triángulo me lo represento claramente, pero no así cuando lo hago con una figura de mil lados pues la confundo con una de quinientos o setecientos; cuando utilizó el entendimiento puro, sin embargo, puedo concebir clara y distintamente ambas figuras. De esto se sigue que la imaginación no es una facultad que me permita conocer la figura.
3. Respecto a mi propia esencia, y teniendo en cuenta lo anterior, se sigue que la imaginación no es una facultad que sea necesaria en mi identidad. Pues podría concebirme sin imaginación que no dejaría de ser yo mismo. Por lo tanto, difiere de mi espíritu (res cogitans) en que se vuelve hacia cosas materiales exteriores a mí a la hora de imaginar mientras que a la hora de concebir se vuelve hacia este considerando solo ideas. Como conclusión se puede decir que si no hubiese cosas materiales no se explicaría la capacidad imaginativa del hombre. Mas esta es una conjetura, no se explica clara y distintamente la naturaleza corporal.

Prueba por el sentir:
En primer lugar, Descartes hace una revisión de todos aquellos conocimientos que tenía por ciertos antes de empezar las Meditaciones. En segundo lugar, analiza los motivos por los que puso en duda aquellos “conocimientos” que poseía.
De estas recapitulaciones se sigue una posición superadora en la que se van a aceptar ciertas posiciones que se tenían antes de las Meditaciones y se van a desechar motivos por los que se pusieron en duda los sentidos.
Separación cuerpo y alma:
Descartes establece que de que se pueda concebir clara y distintamente una cosa sin la otra se sigue que son esencialmente diferentes. Esto es porque todo lo que es claro y distinto lo produce Dios de esta manera, por lo que se pueden separar en la omnipotencia divina.
En cuanto que tengo la certeza de mi existencia, tengo la certeza de mi pensamiento. Más allá de ese pensamiento no veo que otra cosa me sea propia, soy solo una cosa que piensa que no tiene extensión. Sin embargo, también concibo clara y distintamente una idea de esta extensión. De esto se sigue que yo que soy una cosa que piensa puedo existir sin cuerpo. De esta forma, se da la distinción esencial.
Prueba de la existencia de las cosas corporales:
- Tengo en mi pensamiento facultades accidentales (sentir e imaginar) que están adheridas a mi sustancia pensante y sin la cual no podrían existir. De la misma manera, existen facultades relacionadas con el movimiento que necesitan de otra sustancia a la que estén adheridas para existir. Esta sustancia tiene que ser extensa pues es lo que se concibe cuando se la piensa clara y distintamente.
- Por otra parte, tengo una facultad pasiva de sentir que se encarga de conocer estas ideas de cosas sensibles la cual necesita una facultad activa de sentir que se encargue de producir las ideas de estas cosas sensibles y que no depende de mi pensamiento en tanto se presentan contra mi voluntad. Por lo tanto, tiene que estar contenida formalmente la realidad objetiva de estas ideas en algo que las produzca (y que como dije antes no puedo ser yo). Estos pueden ser el cuerpo o Dios (o alguna criatura más noble).
- Pero estas ideas son confusas, es decir, tienen una realidad objetiva baja. Como Dios no es engañador no puede ser él el que produzca en mí estas ideas ni a través de ninguna criatura que las contenga formalmente. De esto se sigue que lo único que puede producirlas son las cosas corpóreas y, por lo tanto, que estas existen. Igualmente, las cosas sensibles pueden no ser exactamente como se me representan por la oscuridad de mi facultad sensitiva. Pero todas las propiedades que hacen a la esencia de las cosas materiales existen de hecho y, las cosas particulares son pasibles de ser conocidas pero no a través del sentir sino del concebir.

Que enseña mi naturaleza:
Naturaleza entendida aquí como las disposiciones que se presentan en mí que, como están dadas por Dios, deben contener alguna verdad:
- Que tengo un cuerpo que expresa necesidades, que me dice que debo comer cuando tengo sensaciones de hambre y beber cuando tengo sensaciones de sed.
- Estoy unido estrechamente a mi cuerpo. No como un capitán que ve como su barco se destroza y simplemente lo señala. Tengo sentimientos de hambre y sed que provienen de la unión del cuerpo y el espíritu.
- Existen otros cuerpos que me rodean y de los cuales debo buscar uno y alejarme de otros. Mi cuerpo recibe comodidades o incomodidades de los cuerpos que lo rodean.

Esto que me enseña mi naturaleza es siempre en cuanto soy un compuesto de espíritu y cuerpo puesto que de otra manera podría pensar que estas cosas son de igual manera que como se presentan cuando la realidad es que solo las puedo considerar verdaderamente conocidas cuando las concibo a través del entendimiento y no del sentimiento. Por lo tanto, hay que evitar hacer juicios precipitados de aquellas cosas que se me presentan en tanto compuesto.
Objeciones:
- La naturaleza, respecto a las cosas que enseña, se equivoca. Pues puede resultar agradable por ella una comida que este envenenada. Pero aquí a lo que mi naturaleza me orienta es al querer la comida no a consumir el veneno. Si supiese que hay veneno no me orientaría hacia eso. Como esta naturaleza que poseemos es finita no podemos pretender tener un conocimiento absoluto de las disposiciones a las que me inclina.
- Existen casos en los que la naturaleza me lleva directamente a desear cosas que me hacen mal, como el caso de un hombre enfermo. Aquí Descartes acepta que la Naturaleza es falible y errónea en ciertos casos por la forma en que está constituido el cuerpo humano. Por otra parte, ve positivo que en las condiciones de necesidad el cuerpo transmite los sentimientos que permiten la supervivencia y, si bien algunas veces produce sensaciones cuando no hay necesidad de ello, esto no es tan malo como si no ocurriese lo primero.

Eliminación del supuesto del sueño: Esta se da a través de la memoria. En el sueño no puedo conectar estos unos con otros de tal manera de crear una continuidad entre ellos mientras que esto si puedo hacer cuando estoy despierto logrando así que pueda trenzar una serie de hechos de manera consecuente en lo que respecta a mi vida. Hay una unidad de la experiencia que es posible concebir cuando estoy despierto y que consiste en la concepción clara y distinta de las cosas que están conectadas por el sentimiento a mi secuencia de vida particular. Siendo Dios, en fin, el garante de que no puedo ser engañado...

## Ediciones completas
- Meditaciones metafísicas con objeciones y respuestas, trad. de Peña García, Vidal. Alfaguara, Madrid, 19932, ISBN 978-84-204-0211-6.
- Meditaciones metafísicas [con objeciones y respuestas], trad. de Peña García, Vidal. KRK Ediciones, Oviedo, 2005, ISBN 978-84-96476-23-3.
- Meditaciones metafísicas. Seguidas de las objeciones y respuestas, trad. Díaz, Jorge Aurelio. Editorial Universidad Nacional de Colombia, Bogotá D.C., 2009, ISBN 978-95-87191-39-4.